# فلز پایه
در شیمی، فلز پایه معمولاً به طور غیررسمی برای اشاره به فلزی به کار می‌رود که به آسانی اکسیده یا خورده می‌شود و به طور متغیر با اسید هیدروکلریدریک رقیق‌شده برای تولید هیدروژن واکنش نشان می‌دهد. از نمونه‌های آن می‌توان به آهن، نیکل، سرب و روی اشاره کرد. مس به عنوان یک فلز پایه در نظر گرفته می‌شود، چراکه نسبتا به سادگی اکسید می‌شود، هرچند که با اسید هیدروکلریدریک واکنش نشان نمی‌دهد. این اصطلاح عمدتاً در مقابل فلزات نادر به کار می‌رود.
در کیمیا، فلز پایه، فلزی رایج و غیرگران‌بها بود، چرا که فلزات گران‌بهایی (precious metal) چون طلا و نقره مقابله می‌کرد. هدف دراز مدت کیمیاگران، تبدیل فلزات پایه به فلزات گران‌بها بود.
در مسکوک‌شناسی (وابسته به سکه‌شناسی) نخست ارزش سکه‌ها از روی میزان فلز گرانبهای به کار رفته در آن تشخیص داده می‌شد. در بیش‌تر سکه‌های نوین استفاده از فلزات پایه معمول است.
در معدن‌کاری و اقتصاد، فلزات پایه به فلزات ناآهنی صنعتی به استثنای فلزات گرانبها، اشاره دارد که شامل مس، آلومینیوم، سرب، نیکل، قلع و روی می‌شود.